# Улус Курумиши
Улус Курумиши — племінне адміністративне державне формування у Золотій Орді у 1245—1362 роках. Відоме також як «місця Куремсові» (в галицьких літописах), «Північні області» (в арабських записах), «Прославія» (в західноєвропейських хроніках), «Поділля».

## Історія
Наприкінці 1245 року після завершення війн з Галицько-Волинським князівством на захід від Дніпра, на землях, що колись належали орді Котяна, оформлюється улус на чолі із Курумишем. Головним його завданням спочатку була охорона кордону Золотої Орди від європейських країн. Входив до адміністративного утворення відомого як Крило Мувала.
Після смерті Курумиша улус очолив Сартактай (брат Курумиши), а після нього володіння було розділено між синами Курумиши — Абаджи, Караджи і Янджи, що отримали титули темників. Останні з 1270-х років стали вірними васалами Ногая, що очолив Крило Мувала. Його війська у 1287 році брали участь у новому поході до Польщі. Водночас улус Курумиши мав мирні відносини з Галицько-Волинським князівством.
Під час війни Ногая з ханом Токтою у 1296—1300 роках темники улуса підтримали першого. В результаті військових дій до 1301 року улус Курумиши був суттєво сплюндрований, а Абаджи і Караджи загинули. Токта призначив очільником улуса Янджи.
До початку 1320-х років внаслідок успішних дій короля Андрія Юрійовича улус на деякий час опинився в сфері впливу Королівства Русі. З 1325 року ситуація змінилася внаслідок династичної кризи в Руському королівстві. З 1330-х років улус почав стикатися на західних кордонах з нападами волоських воєвод, загонів секеїв та угорських магнатів. 1345 року темник (або очільник улусу) Атламош зазнав поразки від угорського війська. 1346 року відбулася нова сутичка. Ймовірно це змусило улусбека шукати союзу з Угорщиною та Польщею, яка все більше посилювалася на Галичині. У 1352 року улусбек (онук Янджи) за підтримки волоських і руських загонів виступив проти хана Джанібека, але зазнав поразки. На думку дослідників, після цих подій, рід Курумиши в улусі було позбавлено влади. На його чолі постали еміри з сусіднього улусу Ногая.
1362 року військо улусу зазнали нищівної поразки від литовського-руського війська в битві на Синіх водах. Унаслідок цього територія улусу була приєднана до Великого князівства Литовського, та було утворено Подільське князівство.
1393 року еміри улусу Ногаю скористалися падінням влади подільського князя Федора Коріятовича для відновлення улусу. В результаті вдається відновити владу південніше Синіх Вод. Цей адміністративне утворення отримало назву улус Хурмадая. Проте його вже у 1396 році було ліквідовано литовсько-руським військом князя Вітовта. 1398 року ярликом хана Тохтамиша землі колишнього улусу Курумиши остаточно передаються під владу Великого князівства Литовського.

## Територія
Охоплював регіони Поділля, Черкащина, а також на початковому етапі — Болохівська земля. Його західний кордон проходив Дністром. На сході кордоном з улусом Ногая був Південний Буг, а на півночі — Дніпро.
Ставка «Ябгу-городище» розташовувалася на річці Синюха (біля сучасного села Торговиця). Тут контролювалася західна частина Віа Тартарика, що була частиною Шовкового шляху.

## Господарство
Основним видом було тваринництво, також з XIV ст. розвинулося уходництво. Болохівці доправляли до війська пшеницю і просо, які вирощували у значній кількості. З середини XIV ст. все більше значення набуває посередницька торгівля, оскільки улус перетинали шляху з Русі і Литви, Криму, Балканського півострова, східних улусів.